# 763 Cupido
Cupido è un asteroide della fascia principale. Scoperto nel 1913, presenta un'orbita caratterizzata da un semiasse maggiore pari a 2,2405315 UA e da un'eccentricità di 0,1654994, inclinata di 4,08594° rispetto all'eclittica.
Stanti i suoi parametri orbitali, è considerato un membro della famiglia Flora di asteroidi.
Il suo nome fa riferimento a Cupido, dio dell'amore secondo la mitologia romana.